# Ana Veydó
Anaveydober Ordóñez Triana (Otanche, Boyacá), más conocida por el nombre artístico de Ana Veydó, es una cantante colombiana de música llanera y voz líder del grupo de joropo Cimarrón.

## Carrera musical

### Inicios
Ana Veydó inició su carrera como solista con participaciones en festivales y concursos de música llanera en Colombia. Fue pionera en ese país en la modalidad de canto recio femenino, un estilo vocal tradicionalmente asociado a los hombres.
Su primera producción discográfica fue Recio, un trabajo musical que reúne clásicos del folclor llanero tales como María Laya, La guayaba, Las ramas del guayabo, El Cimarrón, temas que popularizaron artistas como Ángel Custodio Loyola y El Carrao de Palmarito.
Otros temas interpretados por Ana Veydó fueron El Pajarillo, Seis por derecho, Zumbaquezumba y Corrío, todos representativos del género recio. Su segundo trabajo discográfico, Las dueñas del canto recio, realizado en conjunto con otras intérpretes de este estilo, contiene el tema La mujer llanera, que llegó a ser muy conocido en el medio criollo.

### Como vocalista de Cimarrón
Luego de una serie de actuaciones en Bogotá y de participar como invitada en la Semana de la Colonia Colombiana en Ciudad de México, en el año 2000 es llamada a actuar con el grupo Cimarrón en una serie de conciertos entre los que destaca el I Encuentro para la Promoción y Difusión del Folclor de los Países Andinos, en Cartagena de Indias.
En el 2001, Ana Veydó viaja con Cimarrón a Washington para actuaciones en representación de Colombia en el Americartes Festival, evento organizado por el Kennedy Center. Al año siguiente actúa en el III Encuentro para la Promoción y Difusión del Folclor de los Países Andinos realizado en Granada, España y en la Feria Internacional del Libro de Panamá. Desde entonces, es la voz líder de Cimarrón.
En 2004, el álbum Sí soy llanero (Smithsonian Folkways Recordings) lleva a Cimarrón a los Premios Grammy, nominados a la categoría de Mejor Álbum de Música Tradicional del Mundo. Ana Veydó canta en todos los álbumes posteriores de Cimarrón. El arpa de la galesa Catrin Finch acompaña su voz en la producción de 2007 Catrin Finch and Cimarron Live YN BYW. A partir de 2011, con el lanzamiento del álbum ¡Cimarrón! Joropo Music from the plains of Colombia, la agrupación consolida su presencia por escenarios de Europa, Estados Unidos, Asia, América y Medio Oriente.
Además del canto, Ana Veydó ha presentado números de danza tradicional en festivales de músicas del mundo como Smithsonian Folklife Festival, WOMEX Festival, WOMAD Festival, LEAF Festival, Rainforest World Music Festival, Paléo Festival, Glatt & Verkehrt, Festival Músicas do Mundo, Festival Rio Loco, Festival Mawazine, Rajasthan International Folk Festival, Førde International Folk Music Festival, Sfinks Mixed, Flamenco Biennale Nederland, Lotus World Music & Arts Festival, National Cowboy Poetry Gathering, Utah Arts Festival, San Francisco International Arts Festival, Globalquerque, Festival International de Lousiane, Festival Nuit du Suds, Zomer van Antwerpen, Abu Dhabi Culture & Heritage y Festival México Centro Histórico.

### Como solista
En el 2007, Ana Veydó presenta su tercer álbum como solista, Mataguayabo. El disco contiene temas como La cocina de mi mamá, cuya letra habla del valor cultural que encierran las cocinas llaneras y de la cotidianidad de las madres de los llanos colombo-venezolanos.
Mataguayabo, tema que da nombre al disco, es una canción de amor que utiliza un fondo melódico.
Esta producción también incluye temas como Llorar no es malo, A flor de piel, Lágrimas y recuerdos, cantos al abandono de amor desde una óptica llanera.
Ana Veydó retoma los joropos recios de sus inicios como Pajarillo, El Gavilán, Seis por derecho, pasajes criollos como El día que abandone el Llano y Llano y Recuerdo, además de otros joropos de nueva factura como Primita hermana y El conejo y el picure, esta última una canción infantil que recuerda los cuentos de Tío Tigre y Tío Conejo con que los abuelos del llano divertían a sus nietos.

## Discografía
| Año  | Álbum                                               | Discográfica                    |
| ---- | --------------------------------------------------- | ------------------------------- |
| 2002 | Recio                                               | Independiente                   |
| 2004 | Sí, soy llanero                                     | Smithsonian Folkways Recordings |
| 2004 | Las dueñas del canto recio                          | Independiente                   |
| 2007 | Mataguayabo                                         | Independiente                   |
| 2007 | Catrin Finch and Cimarron Live YN BYW               | Astar Artes Recordings          |
| 2011 | ¡Cimarrón! Joropo Music from the plains of Colombia | Smithsonian Folkways Recordings |
| 2017 | Orinoco                                             | Independiente                   |